# Holt Inlet
Das Holt Inlet ist eine Bucht an der Nordostküste der Anvers-Insel im westantarktischen Palmer-Archipel. Sie ist 3 km lang, 1,5 km breit und bildet den Westarm der   Lapeyrère-Bucht. Ihre Einfahrt wird südlich durch den Hügel The Hump markiert.
Das Advisory Committee on Antarctic Names benannte sie 2007 nach  Rennie S. Holt, Leiter der Antarctic Ecosystem Research Group des Southwest Fisheries Science Center der National Oceanic and Atmospheric Administration, unter dessen Federführung zwischen 1989 und 2006 das Regierungsprogramm zur Ressourcenschonung in antarktischen Gewässern (Antarctic Marine Living Resources, AMLR), die Südlichen Shetlandinseln betreffend, durchgeführt wurde.